# Fuscozetes novus
Fuscozetes novus är en kvalsterart som beskrevs av Shaldybina 1969. Fuscozetes novus ingår i släktet Fuscozetes och familjen Ceratozetidae. Inga underarter finns listade i Catalogue of Life.